# Hohenwart (Wölzer Tauern)
Der Hohenwart ist ein 2363 m ü. A. hoher Berg am Alpenhauptkamm der Wölzer Tauern in der Obersteiermark.

## Lage und Landschaft
Der Hohenwart liegt im Hauptkamm der Niederen Tauern, zwischen Pölstal und Wölzertal, zwei Seitentälern des Murtals, im Süden, und dem Donnersbachtal, einem Seitental des Ennstals, im Norden.
Am Hohenwart setzt der Kamm an, der das  Pusterwaldtal, ein Pölser Seitental, und den Wölzer Schöttlgraben trennt. 
Die eigentliche Wasserscheide Drau – Enns (Alpenhauptkamm), die hier bis zur Windlucken kurz nordwärts streicht, liegt am westlichen Nebengipfel, dem Eiskarspitz (2350 m). In diese Richtung liegt nach dem Glattschartl (ca. 2070 m) der Schönfeldspitz (2202 m). Südwestwärts senkt sich der Tauern-Hauptkamm zum Glattjoch (1988 m), dann folgt die Hochweberspitze (2375 m). Im Seitenkamm nach Südosten erhebt sich nach dem Pölseckjoch (2011 m) der Großhansl (2315 m). Dieser Kamm führt zum Schießeck und Schönberg (Tauernwindpark). 
Im Süden liegen der Wildsee und unterhalb der Fischsee, zwei Karseen, aus denen der Schöttlbach entsteht. Im Norden entspringt im Eiskar der Pusterwaldbach (hier auch [Vorderer] Pölsenbach genannt). Im Westen geht aus dem Hochtal Beireut–Glatt ein Zubringer zum Beireutbach, der vom Glattjoch zum Donnersbach und zur Enns geht.

## Anstiege
Der Berg ist allseitig gut erreichbar. Der Normalweg führt über das Pölseckjoch über den Südostgrat unschwierig auf den Gipfel. Talorte für diesen Anstieg sind Pusterwald oder Oberwölz. Etwas anspruchsvoller ist der Gipfel auch von Donnersbachwald über das Glattjoch über einen markierten Weg erreichbar. 